# Снапир
Снапир (ивр. סנפיר‎, дословно «Плавник») — спецподразделение ВМС Израиля, отвечающее за безопасность гражданских и военных портов Израиля и спецоперации, разгружающие подразделение «Шайетет 13». 
Изначально, с момента основания в 1977 году подразделение называлось «Подразделение безопасности портов» (ивр. היחידה לביטחון נמלים‎, ивр. יב"ן‎ — ЯБАН), пока в 2006 году название не было изменено на «Снапир».

## История и основные задачи
Первоначально роль спецподразделения заключалась в обеспечении безопасности израильских гражданских и военных портов и военно-морских баз в обычном порядке и в чрезвычайных ситуациях от наземных, морских и подводных угроз. Оперативные угрозы включают враждебную террористическую деятельность, нападения и тому подобное. За последнее десятилетие Снапир изменил свою структуру и был подчинен сторожевым эскадрам (916 эскадра , 915 эскадра и 914 эскадра), в отличие от прошлого, когда он подчинялся «Подразделению подводных операций» и Оперативному управлению Генерального штаба Армии обороны Израиля. Изменения позволили изменить сознание бойцов наряду с изменением задач: от оборонительного подразделения, вся функция которого заключается в защите портов, до оперативного подразделения, которое выполняет специальные задания на морских границах страны.

## Структура и организация
«Снапир» состоит из моторизованных патрульных отрядов, в которые входят специальные корабли и водолазы. Несмотря на сходство между различными отрядами, характер и размер отряда определяются боевой ареной, на которой он размещен. На каждой арене есть отряд с уникальным характером, разнообразием и особой специализацией для арены, для которой он предназначен. Командир отряда — выпускник Израильской военно-морской академии, служивший командиром сторожевого корабля или выпускник спецподразделения «Шайетет 13». Основными обязанностями бойцов являются:
- Морская безопасность военных портов от враждебной террористической деятельности с моря. Охрана осуществляется на катерах типа «Оса»[ивр.][3].
- Досмотр кораблей, заходящих к берегам Государства Израиль, для предотвращения враждебной террористической деятельности.
- Специальные рейды и разведка вдоль морской границы государства Израиль в сотрудничестве со сторожевыми эскадрами ВМС Израиля[ивр.].
- Сдерживающая и превентивная деятельность в рамках стратегии постоянной безопасности Израиля, требующей эксплуатации малых судов.